# Skylab X
Skylab X é o nono álbum de estúdio do cantor brasileiro Rogério Skylab, e o último de sua série de dez álbuns epônimos e numerados. Foi lançado de forma independente em 2011, mas originalmente gravado em 2008. Um videoclipe foi produzido para a faixa "Eu Não Consigo Sair Daqui".
O álbum pode ser baixado gratuitamente no site oficial de Skylab.

## Recepção
Escrevendo para o blog Miojo Indie, Fernanda Blammer fez uma análise positiva do álbum, classificando-o com 7 de 10. Ela elogiou Skylab X chamando-o de "peculiar e excêntrico" e "atmosférico", mas também o criticou por ser "menos anárquico e agressivo, e mais 'bem-comportado' do que os lançamentos anteriores de Skylab, particularmente se comparado aos clássicos Skylab III e Skylab VI".
Ed Félix do Embrulhador.com incluiu Skylab X em 97º lugar em sua lista dos 100 Melhores Álbuns da Música Brasileira de 2011.

## Faixas
Todas as faixas escritas e compostas por Rogério Skylab. 
| N.º | Título                         | Duração |  |
| 1.  | "Analfabeto"                   | 5:59    |  |
| 2.  | "Se Tá Tudo por um Triz"       | 7:08    |  |
| 3.  | "Aonde Eu Vivo, Aonde Eu Moro" | 5:02    |  |
| 4.  | "Eu Não Consigo Sair Daqui"    | 4:10    |  |
| 5.  | "Bandeira Negra"               | 5:07    |  |
| 6.  | "Zumbi É Gay"                  | 4:04    |  |
| 7.  | "Cueca"                        | 8:11    |  |
| 8.  | "Avesso"                       | 2:58    |  |
| 9.  | "Eu Roubei a Gravata?"         | 4:21    |  |
| 10. | "No Sertão da Minha Vida"      | 3:41    |  |
| 11. | "O Pensamento Voa"             | 3:35    |  |
| 12. | "O Trem"                       | 3:03    |  |
| 13. | "O Corvo"                      | 7:01    |  |
| 14. | "Quem Responde É o Diabo"      | 5:03    |  |
| 15. | "Rota em Colisão"              | 4:05    |  |

## Créditos
- Rogério Skylab – vocais, produção
- Thiago Amorim – guitarra
- Alexandre Guichard – violão
- Pedro Dantas – baixo
- Bruno Coelho – bateria
- Luiz Antônio Porto – piano (faixas 10 e 12)
- Vânius Marques – mixagem, masterização
- Carlos Mancuso – arte de capa
- Solange Venturi – fotografia